# Abercorn Football Club
Pour les articles homonymes, voir Abercorn.
Maillots
Abercorn Football Club est un ancien club de football écossais basé à Paisley. Il a été créé le 10 novembre 1877. Sa création précède de quelques semaines celle du St. Mirren, l’autre club de la ville.
Les premiers matchs à domicile sont joués à East Park (entre 1877 et 1879) avant que le terrain principal devienne Blackstoun Park (1879-1889). 
En 1887 le club parvient à atteindre pour la première fois la demi-finale de la Coupe d'Écosse. Abercorn perd le match contre Cambuslang par un embarrassant 10 à 1, ce qui reste le plus grand écart enregistré en demi-finale de Coupe d’Écosse. Le club ne se décourage pas et atteint les demi-finales les deux saisons suivantes.
En 1889, le Abercorn déménage pour Underwood Park puis en 1899 pour Old Ralston ground.
Le club fait partie des dix fondateurs de la Scottish Football League et du premier championnat d'Écosse en 1890. Il y restera jusqu’en 1915 date à laquelle il est transféré vers la Western League. Ils participèrent aussi à la saison inaugurale de la Glasgow and West of Scotland League en 1898-99, ainsi qu'à l'Inter County League et à la Scottish County League dont ils remportent le championnat en 1901-02.

## Palmarès
- Vainqueur de la Scottish Qualifying Cup en 1912
- Vainqueur de la Scottish County League en 1901-02